# ガイガー＝ミュラー計数管

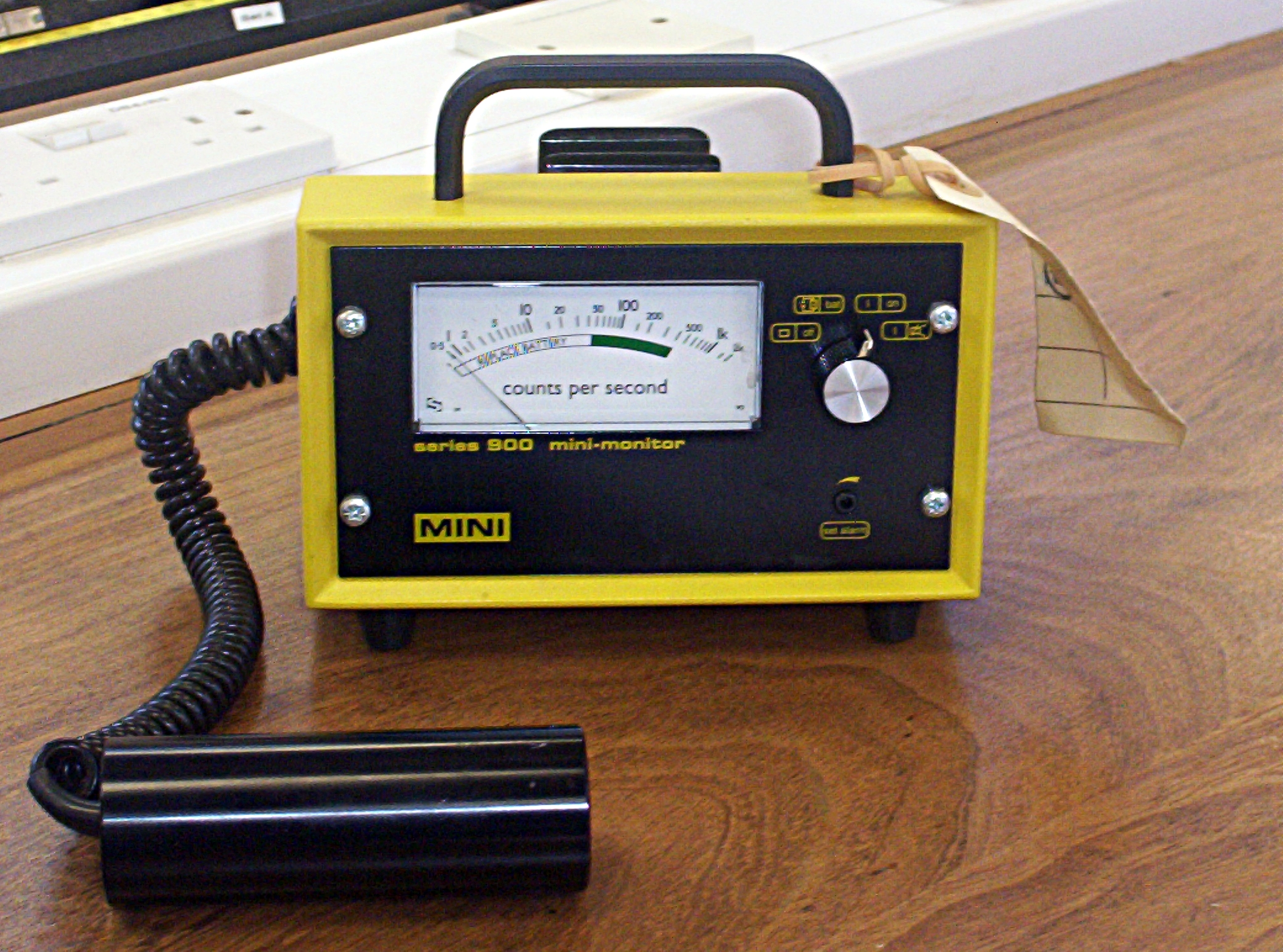
ガイガー＝ミュラー計数管。画像左下の黒い筒がガイガー=ミュラー管。

ガイガー＝ミュラー計数管（ガイガー＝ミュラーけいすうかん、独: Geiger-Müller-Zählrohr、英: Geiger-Müller counter）は、1928年にドイツのハンス・ガイガーとヴァルター・ミュラーが開発したガイガー＝ミュラー管を応用した放射線量計測器である。
ガイガーカウンター（英: Geiger counter）やGM計数管（英: GM-Zählrohr、英: GM counter）とも呼ばれる。

## 概要
ガイガー=ミュラー計数管（GM管）は、主に放射線測定装置に用いられる部品である。電離放射線を検知し、その回数をカウントできる。
不活性ガスを封入した筒の中心部に電極を取付け陰陽両極に高電圧を掛けるが、通電はしていない。筒中を放射線が通過すると不活性ガスの電離により、陰極と陽極の間にパルス電流が流れるのでこの通電回数を数える。この回数が多いほどに高い線量ということになる。
非常に利得が高く強い信号を得られる半面、一回の電離で生じた電子が次々と電離を引き起こすことから放射線の持つエネルギーと出力信号の強さは比例関係にはならないため、放射線の持つエネルギー量の測定には利用できない。すなわちGM管は核種の同定には使えない。放射線のエネルギーを知るためには比例計数管などが必要である。
GM管はそのものはもっぱらパルス電流が流れた回数の計測に用いられるので、この装置を用いた線量計にはカウント値から崩壊数Bqや線量Svへの換算表が添付されている。換算表の内容は核種ごとに固有の係数の一覧である。
このようにGM管では放射線のエネルギーを知ることができないため、線量は直接測定することはできない。しかしながらコバルト60やセシウム137といった既知のガンマ線源を、GM管と線量がわかる測定器とで同条件のもと測定し、ある線量における計数値が何カウントであるかをあらかじめ対応づけておくことはできる。こういった対応付けのことを校正と呼び、校正の結果をもってカウント値を線量に換算することができる。これは校正に用いた核種のガンマ線のみをカウントしたときの被ばく線量を表しているだけなので、他の核種には適用できない点に注意が必要である。崩壊数も同様にして校正しておけば求められるが、これも校正しておいた核種しか存在しないと仮定した場合のベクレルであり、他の核種には適用できない。
安価であり、また構造も取り扱いも簡単であるため、幅広い用途で使われている。ただしGM管にはその動作原理上、いくつかの固有の限界・弱点がある。前述したエネルギーを測定できない点の他にも、高線量計測において徐々にカウント欠落が増える、電磁放射線の検出効率が低い等が挙げられる。

## ガイガー＝ミュラー管
ガイガー＝ミュラー管（英: Geiger-Müller tube）、略称GM管（英: GM tube）は、1個からの電離放射線を検知することができる、GM検出器の検知部である。発明したハンス・ガイガーとヴァルター・ミュラーにちなんで名づけられた。ガイガーはアーネスト・ラザフォードと共に1908年にこの検知器を開発したが、アルファ線だけを検知できるものだった。1928年にガイガーの教え子だったミュラーが、あらゆる種類の電離放射線を検知できるように改良した。
GM管は気体イオン検出器に分類される。

### 構造と動作原理

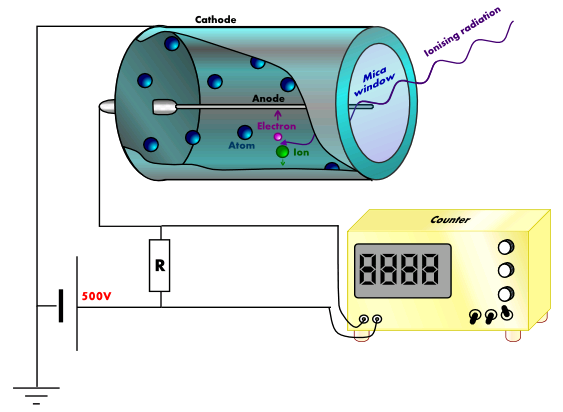
GM管の構造と原理。電離放射線が管内のガス分子を電離して流れたパルス電流の回数を右下のカウンターで記録する。

GM管はヘリウム、ネオン、またはアルゴンといった不活性ガス、もしくはペニング混合ガスを充填した中空の円筒と、その芯に取り付けられた電極から構成される。
円筒と芯の間には数百ボルトの電圧がかけられているが、通常はその間には電流は流れていない。
円筒の内壁は陰極とするため、金属またはグラファイトで作られるか、またはそれで表面をコーティングされている。
一方、円筒の中心を通る芯が陽極になっている。
GM管に加えられている電圧をだんだん大きくしていくと、電圧を少し変えても入射する放射線に対し、カウント数がほぼ一定となる。このカウント数が一定となる電圧領域をプラトーという。それよりも電圧を上げると放電領域となり再び電圧に比例して出力が大きくなってしまうため、GM管を用いるにはプラトー領域の電圧で使用する必要がある。基本的に、このプラトーの傾きが少ないGM管ほど高性能であるといえ、とくに100Vあたりの放射線量が一定の時のカウント数の増加が5%以内のものが良好とされている。
電離放射線が円筒を通過すると、充填された不活性ガスの分子が電離され、正に帯電したイオンと電子を作り出す。円筒内にかけられた高電場のためにこのイオンは陰極に向かって加速され、電子は陽極に向かって加速される。これらのイオン対は加速によって運動エネルギーを得るので、移動中に衝突した気体分子もまた電離させる。こうして、ガスの中に荷電粒子のなだれが作られる。
この現象の結果、陰極から陽極に向かって短く強いパルス電流が（雪崩状に）流れ、このパルスを測定・計数することができる。

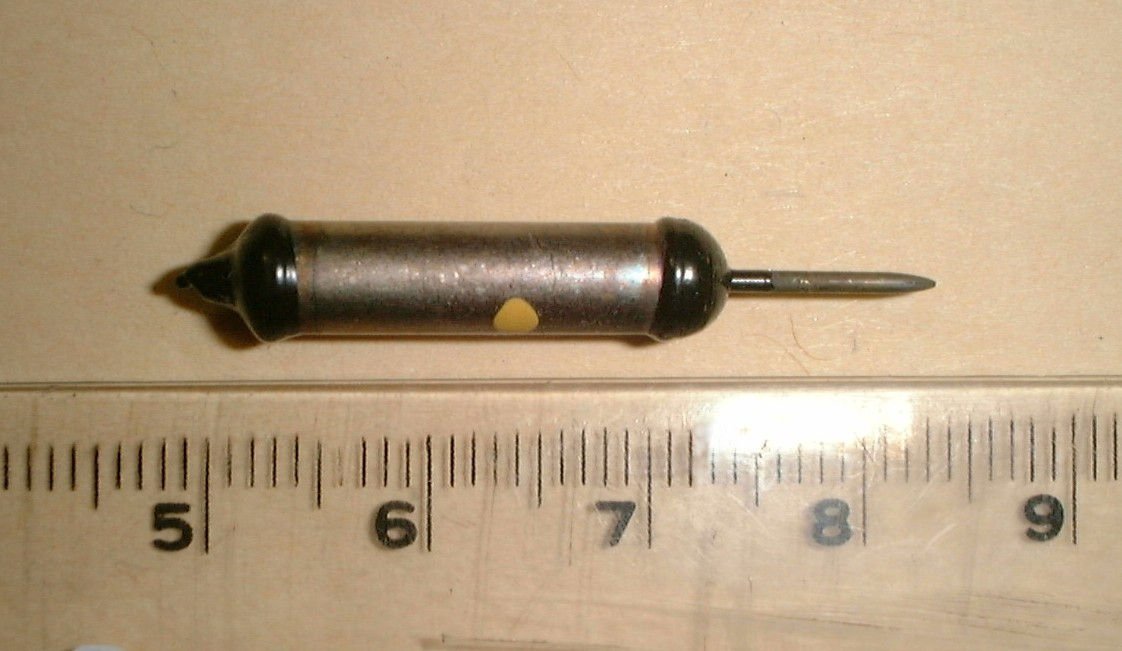
小型GM管

この電流が連続的に流れるとパルスの回数を計数できなくなるので、これを防ぐ（クエンチする）仕組みが存在している。
外部クエンチングは電極間の高電圧を取り除くために外部の電子機器を用いる方式である。
自己クエンチングまたは内部クエンチングは、外部の補助なしに電流を止める設計の管で、内部に微量の多原子有機物ガス（ブタン、エタノール、または臭素や塩素のようなハロゲン）を添加してある。
イオンはクエンチガスに衝突するとそれらを解離するためにエネルギーを失うのである。
また、計数が非常に多い場合ではパルスが出力される前に別の放射線が入射してしまい、数え落としが生じてしまう。このため低線量エリアであればほぼ放射線量にカウント数が比例する一次関数のようなグラフになるが、高線量領域になるとこの数え落としにより線量が増えてもカウント数に反映されなくなる。このグラフの傾きが悪くなりはじめたところでは、真の計数Nは
{\displaystyle N={\frac {n}{1-n\tau }}}
で与えられる。ここでnはカウント数、τは不感時間である。当然、線量を増やしても全くカウント数が増えないほどの高線量ではこの公式は通用しない。
というのも、GM管に放射線が入射するとイオン対が生成されるが、陽イオンのほうが重い（陽子は電子よりも重い）ため電荷が反対の電極に到達する速度に差が生じるため、パルスとして出力されるまでにタイムラグが生じてしまう。このときに別の放射線が入射してもイオン対が生じないのでパルスが出力されない。この時間を不感時間という。一方で陽イオンが陽極から離れた時に放射線が入射すると微弱なパルスが出力されるものの、このパルスが検知できるほど大きくなるのには時間がかかる。これを分解時間という。実用上は不感時間＝分解時間とおいて良い。GM管の分解時間は約10-4秒程度である。あまりに高線量な放射線をGM管によって測定すると、かえって線量が低下してしまうことがある。これは分解時間内にほかの放射線が入ってくるとそのパルスが出力できるまで回復するのにかかる時間を回復時間というが、この回復時間内に更に新しい放射線が入ってくるとまたパルスが成長しきるまでに回復時間がかかり・・・という状態が続いて放射線が一切検知できなくなってしまうためであり、この現象を窒息現象という。上記式のnτが0.2〜0.3を超えたあたりの線量からこの窒息現象がはじまる。
現在最も普及しているタイプは、1947年にシドニー・H・リープソンが発明したハロゲン管である。
このハロゲン管の電流発生メカニズムでは、ハロゲン分子をイオン化するのに不活性ガスの準安定状態を利用し効率的に電流を発生させるので、ずっと低い電圧でも動作できる。
通常900 - 1,200ボルトが必要なところを400 - 600ボルトで動作するのである。
また、有機ガスは再結合せず分解される一方である。1回の放射線の検知で1010個の有機ガスが喪失するため、1020個の有機ガスを封入したGM管であればおよそ1010回の検知が寿命である。その一方で、ハロゲンイオンは再結合するので寿命も長い。しかしながらハロゲンガスを用いたGM管ではプラトーが悪くなる（傾きが大きくなる）ため、有機ガスが用いられた物も多い。

### 利用と特徴
GM管は通常は端窓型管と呼ばれる形状である。これは、管の一方の端に放射線が容易に通過できるように窓があることからこう呼ばれる。反対側の端には通常は電気系のコネクターが付いている。
端窓型管にはガラスマントル型と雲母窓型の二種類が存在する。ガラス窓型は、アルファ線がガラス窓を通過できないのでアルファ線は検出できず、ガラス窓で低エネルギーベータ線が遮蔽されるため感度も悪いが、大抵はより安価であることと、ベータ線とX線を検出する用途で使われる。雲母窓型はアルファ線も検出できる上、ベータ線感度もすぐれているが、壊れやすい。
GM管はアルファ線やベータ線などの荷電粒子はほぼ100%検出できるものの、X線、ガンマ線といった電磁放射線に対する計数効率（いわゆる感度）は0.1〜1%にすぎない。これはGM管内のガス密度が低いため、透過力の高いガンマ線は相互作用をしにくいためである。ガンマ線を測定する目的では、NaIシンチレーション検出器の方が適しているが、逆にシンチレーション検出器は窓が厚くベータ線は透過できないので、ベータ線の検出には適していない。またシンチレーション検出器はエネルギーを測定することが可能であり、線量の精密な測定やある程度の核種の分析なども行える。
中性子線はガスを電離しないので、GM管は中性子は検出できない。しかし、管の内側をホウ素でコーティングするか、三フッ化ホウ素もしくはヘリウム-3ガスを充填すれば、中性子線にも反応するGM管を作ることもできる。中性子はホウ素の原子核と反応しアルファ線を生成するか、またはヘリウム-3原子と反応して水素とトリチウムイオンと電子を生成する。そうして、これらの荷電粒子が通常のなだれを発生させる。

#### その他の用途
GM管は、ハードウェア乱数発生器として用いられることがある。

### 日本国内での生産
1990年代まで、浜松ホトニクスが、簡易な実験的用途に適した小型軽量なGM管を製造していた。現在は製造を中止している。

## GM管式サーベイメータ
表面汚染の測定管理の目的で用いられるサーベイメータは、国内では日立製作所（旧・日立アロカメディカル）などから発売されている。測定放射線は「β（γ）線」。
入射窓に極めて薄いマイカ（雲母）膜を用いたGM管式サーベイメータのみα線を検出できる。α線用のサーベイメータとして国内メーカーから市販されているものは、硫化亜鉛（ZnS(Ag)）シンチレータを用いたシンチレーション式である。

### 自作
精度が低いものであれば、身近な材料で自作もできる。プラスチック容器とアルミホイル、使い捨てライターのガス(ブタンガス)を用いて作製するYY（矢野・米村）式GM管や、蛍光灯グローランプとエタノールを用いる例などがある。また、市販のGM管を部品として用いる例などがある。